# Colóquio
O termo colóquio indica uma conversação, de caráter informal, íntimo.
Por derivação, pode indicar também um evento acadêmico, que ocorre geralmente nas universidades. Em um colóquio acadêmico se produzem debates e se apresentam trabalhos científicos.